# John Norman Collie
John Norman Collie, né le 10 septembre 1859 à Alderley Edge (Cheshire) et mort le 1er novembre 1942 à Sligachan (Île de Skye), est un alpiniste, explorateur et scientifique britannique, fidèle compagnon de cordée de Albert Frederick Mummery.

## Biographie
John Norman Collie, professeur de chimie organique, commence sa carrière alpine le 18 août 1892, en réalisant en compagnie de Mummery la première ascension sans guide de l'aiguille du Grépon. En 1894 l'ascension réalisée par les deux hommes du mont Blanc par l'éperon de la Brenva, à l'époque l'une des courses les plus difficiles des Alpes, marque une date dans l'histoire de l'alpinisme sans guide. L'année suivante, la cordée Collie-Mummery se lance à la conquête des grands massifs himalayens et entreprend une exploration du Nanga Parbat, au cours de laquelle Mummery perd la vie. Par la suite, de 1897 à 1911, Collie explore les Rocheuses canadiennes (dont il devient le grand spécialiste) et la Norvège.
Membre de l'Alpine Club dès 1893, Collie en assure la vice-présidence en 1910 et la présidence de 1920 à 1922.
Il a nommé en 1910 le mont Bess, d'après Bessie Gunn, qui accompagnait l'expédition.

## Ascensions
- 1892 - L'aiguille du Grépon, le 18 août
- 1893 - première ascension de la Dent du Requin, le 25 juillet
- 1893 - Nouvelle voie à l'aiguille du Plan, le 7 août
- 1894 - Première traversée du col des Courtes
- 1894 - Première ascension sans guide de l'éperon de la Brenva au mont Blanc
- 1897 - Première ascension du mont Victoria, le 4 août

## Publications
- From the Himalaya to Skye
- Climbing on the Himalaya and Other Mountain Ranges (1902)
- Exploration in the Canadian Rockies, coécrit avec Stutfield (1904)